# بنیامین سوداش
بنیامین سوداش (ترکی استانبولی: Bünyamin Sudaş؛ زادهٔ ۲۳ اوت ۱۹۷۵) وزنه‌بردار اهل ترکیه بود.
وی در مسابقات کشوری و بین‌المللی در مجموع برندهٔ ۳ مدال طلا، ۶ مدال نقره، ۳ مدال برنز شده‌است.